# Ståle Sandbech
Ståle Sandbech (Bærum, 3 juni 1993) is een Noorse snowboarder, die is gespecialiseerd op de freestyle-onderdelen. Hij vertegenwoordigde zijn vaderland op de Olympische Winterspelen 2010 in Vancouver en in 2014 was hij actief op de Spelen in het Russische Sotsji.

## Carrière
Sandbech maakte zijn wereldbekerdebuut in september 2008 in Cardrona, een maand later scoorde hij in Saas-Fee zijn eerste wereldbekerpunten. In januari 2010 eindigde de Noor in Kreischberg voor de eerste maal in toptien van een wereldbekerwedstrijd. Tijdens de Olympische Winterspelen van 2010 in Vancouver eindigde Sandbech als dertigste op het onderdeel halfpipe.
In oktober 2010 stond Sandbech in Londen voor de eerste maal in zijn carrière op het podium van een wereldbekerwedstrijd. Op de Winter X Games XVII in Aspen veroverde de Noor de bronzen medaille op het onderdeel big air. Op 22 december 2013 boekte hij in Copper Mountain zijn eerste wereldbekerzege. Op 8 februari behaalde Sandbech op het onderdeel slopestyle een zilveren medaille op de Olympische Winterspelen 2014 in Sotsji. 

## Resultaten

### Olympische Winterspelen
| Jaar | Plaats    | Resultaten   |
| ---- | --------- | ------------ |
| 2010 | Vancouver | 30e Halfpipe |
| 2014 | Sotsji    | Slopestyle   |

### Wereldbeker
Eindklasseringen
| Seizoen   | Algm | HP  | BA  | SS |
| --------- | ---- | --- | --- | -- |
| 2008/2009 | 255e | 87e | –   | –  |
| 2009/2010 | 88e  | 26e | –   | –  |
| 2010/2011 | 22e  | –   | 10e | –  |
| 2011/2012 | 26e  | 57e | 13e | –  |
| 2012/2013 | 20e  | 74e | –   | 5e |

Wereldbekerzeges
| Datum            | Plaats          | Onderdeel  |
| ---------------- | --------------- | ---------- |
| 22 december 2013 | Copper Mountain | Slopestyle |